# Săltănești
Săltănești – wieś w Rumunii, w okręgu Aluta, w gminie Priseaca. W 2011 roku liczyła 326 mieszkańców.